# Romanogobio tenuicorpus
Romanogobio tenuicorpus är en fiskart som först beskrevs av Mori, 1934.  Romanogobio tenuicorpus ingår i släktet Romanogobio och familjen karpfiskar. Inga underarter finns listade i Catalogue of Life.